# برنهارد روگ
برنهارد روگ (انگلیسی: Bernhard Rogge; ۴ نوامبر ۱۸۹۹ – ۲۹ ژوئن ۱۹۸۲) فرد نظامی اهل آلمان بود.
همچنین برندهٔ جوایزی همچون نشان افتخار شایستگی جمهوری فدرال آلمان شده‌است.